# Victoria Maurette

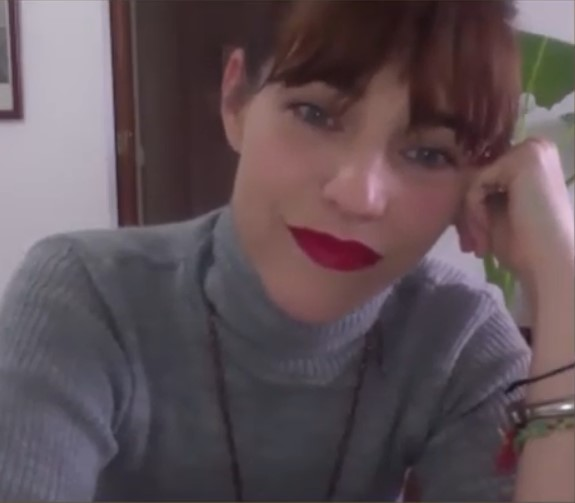
Victoria Maurette vào năm 2020

Victoria Maurette (sinh ngày 30 tháng 7 năm 1982) là một nữ diễn viên, nhạc sĩ, ca sĩ, nhạc sĩ và nhà soạn nhạc người Argentina. Cô có lẽ được biết đến nhiều nhất với vai diễn Victoria "Vico" Paz trong sê-ri Rebelde Way của nhóm Cris Morena, và với vai diễn trong các bộ phim của Albert Pyun Left for Dead, Bulletface và Tales of a Ancient Empire.

## Đầu đời và sự nghiệp
Victoria Maurette sinh ngày 30 tháng 7 năm 1982, tại Buenos Aires, Argentina, có cha mẹ là người Argentina gốc Pháp. Vài tháng sau cô cùng gia đình sang Mỹ. Nhiều năm sau, họ chuyển đến Ecuador, đầu tiên và sau đó là México. Cuối cùng, vào năm 1994, họ quay trở lại Argentina, nơi Victoria tốt nghiệp tại Asociacès Escuelas Lincoln; Ngay sau khi cô bắt đầu sự nghiệp như một nghệ sĩ. Khi còn đi học, Maurette là thành viên của câu lạc bộ kịch và hát trong dàn hợp xướng.

## Sự nghiệp diễn xuất
Năm 2001, Maurette đã ký hợp đồng chuyên nghiệp đầu tiên của mình cho vở nhạc kịch Disney Magical Moments. Sau đó, một số nhà sản xuất đã phát hiện ra cô và gọi cô đến thử vai cho một chương trình truyền hình. Maurette ra mắt trên truyền hình vào năm 2002, với tên Victoria "Vico Paz trong vở opera xà phòng tuổi teen Rebelde Way, được tạo bởi Cris Morena. Maurette đóng vai chính cùng với Camila Bordonaba, Felipe Colombo, Luisana Lopilato và Stewamín Rojas, những người đã thành lập ban nhạc rock pop Erreway. Maurette hát lại phần giọng hát và nhảy trong các buổi hòa nhạc của hai tour diễn của Erreway, Erreway en Grand Rex và Nuestro Tiempo. Cô cũng có một đoạn độc tấu trong bài hát " Bonita de Más " của Erreway, và xuất hiện trong một vài video của họ. Tại tour diễn Nuesrto Tiempo, cô đã hát bài hát solo "No Soy asi".
Năm 2004, Maurette xuất hiện trong phim dài tập opera xà phòng No hay 2 sin 3, và sau đó chuyển sang sự nghiệp điện ảnh. Năm 2007, cô đã quay bộ phim đầu tiên bằng tiếng Anh, phim kinh dị Bulletface, đóng vai Dara Maren. Maurette sau đó được nhìn thấy trong hai bộ phim kinh dị, Left for Dead (2007) và Dying God (2008). Cô là ngôi sao hàng đầu của cả hai bộ phim, được đóng chung bởi bạn diễn Rebelde Way Mariana Seligmann. Maurette sẽ tham gia bộ phim Kung Fu Joe năm 2009. Cô đóng vai chính trong bộ phim Bulletface của Albert Pyun bên cạnh Steven Bauer  và đóng vai chính trong một bộ phim kinh dị khác của Pyun Tales of Ancient Empire.